# Distrikt Santo Domingo
Der Distrikt Santo Domingo liegt in der Provinz Morropón der Region Piura in Nordwest-Peru. Der Distrikt wurde am 4. November 1887 gegründet. Er hat eine Fläche von 187,32 km². Beim Zensus 2017 lebten 5960 Einwohner im Distrikt. Im Jahr 1993 betrug die Einwohnerzahl 9310, im Jahr 2007 7957. Verwaltungssitz ist die 1475 m hoch gelegene Ortschaft Santo Domingo mit 1035 Einwohnern (Stand 2017). Santo Domingo liegt etwa 33 km ostnordöstlich der Provinzhauptstadt Chulucanas.

## Geographische Lage
Der Distrikt Santo Domingo liegt im Norden der Provinz Morropón. Der Distrikt befindet sich im Westen der peruanischen Westkordillere. Das Gebiet wird nach Südwesten zum Río Piura hin entwässert. Die nordöstliche Distriktgrenze
verläuft entlang der Wasserscheide zum Einzugsgebiet des weiter nördlich verlaufenden Río Chira.
Der Distrikt Santo Domingo grenzt im Norden an den Distrikt Frías (Provinz Ayabaca), im Südosten an die Distrikte Chalaco und Santa Catalina de Mossa, im Südwesten an den Distrikt Morropón sowie im äußersten Westen an den Distrikt Chulucanas.